# Wahlkreis South West Surrey

Der Wahlkreis mit den Grenzen von 2007

South West Surrey ist ein ehemaliger Wahlkreis für das britische Unterhaus in der Grafschaft Surrey. Der Wahlkreis wurde 1983 geschaffen und deckte einen Großteil von Farnham, Godalming und Haslemere ab. Er entsendete einen Abgeordneten ins Parlament. 2024 wurde der Wahlkreis aufgelöst und sein Gebiet zum größten Teil dem neuen Wahlkreis Farnham and Bordon zugeschlagen. Der kleinere Teil gehört zum Wahlkreis Godalming and Ash.

## Geschichte
Der Wahlkreis wurde seit der Unterhauswahl 1983 durchgehend von Angehörigen der Conservative Party vertreten. Sämtliche Mitglieder des Parlamentes für diesen Wahlkreis waren Mitglieder der Regierungsbank (frontbencher).
Bei den Wahlen 1983 gewann Maurice Macmillan, der Sohn des ehemaligen Premierministers Harold Macmillan den Sitz und amtierte bis zu seinem Tod 1984 als Mitglied des Parlamentes. Die Nachwahl gewann Virginia Bottomley, welche im Kabinett von Premierminister John Major Gesundheitsministerin sowie bis 2005 Mitglied des Unterhauses war und danach in das House of Lords berufen wurde. Ab der Unterhauswahl 2005 vertrat Jeremy Hunt, der unter anderem als Außenminister unter Premierministerin Theresa May amtierte, den Wahlkreis im House of Commons.
Der Wahlkreis wies im April 2013 eine Arbeitslosigkeit von lediglich 1,6 % auf. Dieser Wert lag damit erheblich niedriger als der nationale Durchschnitt von 3,8 %.

## Abgeordnete

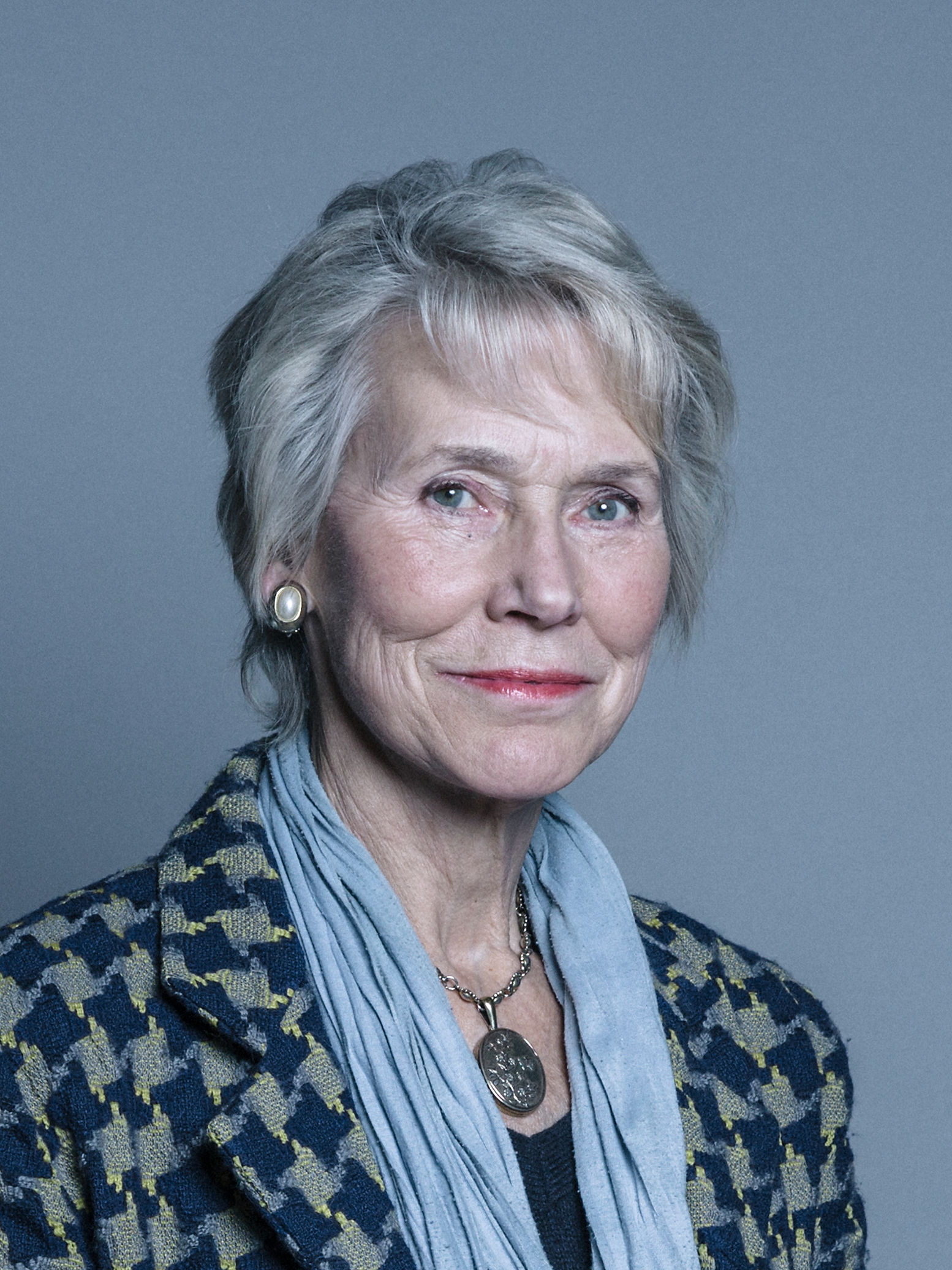
Virginia Bottomley
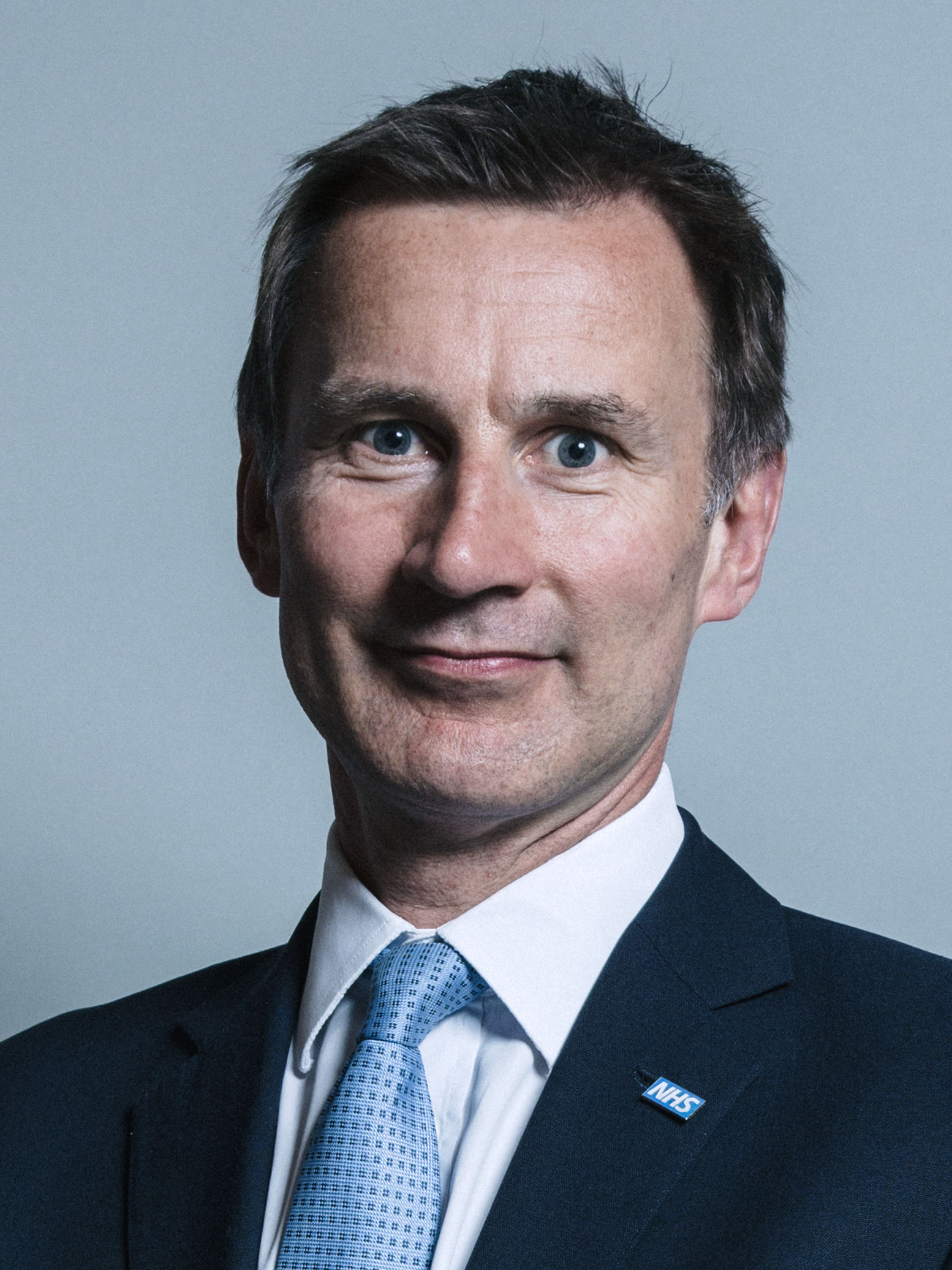
Jeremy Hunt